# جشنواره آریرانگ
بازی‌های دسته‌جمعی آریرانگ یا جشنواره آریرانگ (هانگول: 아리랑 축제, هانجا: 아리랑 祝祭) از هنرهای نمایشی متداول در کره شمالی است که است که در پیونگ‌یانگ در ورزشگاه می دی برگزار می‌شود. این مراسم هر ساله معمولاً در اوایل ماه اوت آغاز می‌شوند و حدود ۱۰ سپتامبر پایان می‌یابد.